# 1977 a jogalkotásban
1977-ben az alábbi jogszabályokat alkották meg:

## Magyarország

### Törvények (6)
- 1977. évi I. törvény 	 a közérdekű bejelentésekről, javaslatokról és panaszokról
- 1977. évi II. törvény 	 a Magyar Népköztársaság és a Német Demokratikus Köztársaság között Berlinben, az  1977. évi március hó 24. napján aláírt Barátsági, Együttműködési és Kölcsönös Segítségnyújtási Szerződés megerősítéséről és törvénybe iktatásáról
- 1977. évi III. törvény 	 a Magyar Népköztársaság 1976. évi költségvetésének végrehajtásáról
- 1977. évi IV. törvény 	 a Magyar Népköztársaság Polgári Törvénykönyvéről szóló 1959. évi IV. törvény módosításáról és egységes szövegéről
- 1977. évi V. törvény 	 a Magyar Népköztársaság 1978. évi költségvetéséről
- 1977. évi VI. törvény 	 az állami vállalatokról

### Törvényerejű rendeletek (31)
- Forrás: Törvényerejű rendeletek teljes listája (1949 - 1989)
- 1977. évi 1. törvényerejű rendelet 	 a Nemzetközi Távközlési Egyezmény kihirdetéséről
- 1977. évi 2. törvényerejű rendelet 	 a Magyar Népköztársaság Kormánya és a Kubai Köztársaság Kormánya között a kulturális, oktatási és tudományos együttműködés tárgyában Havannában, az 1974. évi május hó 15. napján aláírt egyezmény kihirdetéséről
- 1977. évi 3. törvényerejű rendelet Államigazgatási Főiskola létesítéséről
- 1977. évi 4. törvényerejű rendelet 	 az Egyetemes Postaegyesület Alapokmánya 2. pótjegyzőkönyvének kihirdetéséről
- 1977. évi 5. törvényerejű rendelet 	 a Genfben 1975. június 21-én kelt Ötödik Nemzetközi Ónegyezmény kihirdetéséről
- 1977. évi 6. törvényerejű rendelet 	 a szövetkezetekről szóló 1971. évi III. törvény módosításáról és kiegészítéséről
- 1977. évi 7. törvényerejű rendelet 	 az ipari szövetkezetekről szóló 1971. évi 32. törvényerejű rendelet módosításáról
- 1977. évi 8. törvényerejű rendelet 	 a fogyasztási, értékesítési és beszerző szövetkezetekről szóló 1971. évi 35. törvényerejű rendelet módosításáról és kiegészítéséről
- 1977. évi 9. törvényerejű rendelet 	 a mezőgazdasági termelőszövetkezetekről szóló 1967. évi III. törvény módosításáról és kiegészítéséről
- 1977. évi 10. törvényerejű rendelet 	 a Magyar Népköztársaság és Japán között Tokióban, 1975. október 20-án aláírt kereskedelmi és hajózási szerződés kihirdetéséről
- 1977. évi 11. törvényerejű rendelet 	 a társasházról
- 1977. évi 12. törvényerejű rendelet 	 a lakásszövetkezetekről
- 1977. évi 13. törvényerejű rendelet 	 a Magyar Népköztársaság Kormánya és a Perui Köztársaság Kormánya között a kulturális és tudományos együttműködés tárgyában Budapesten, az 1972. évi május hó 22. napján aláírt egyezmény kihirdetéséről
- 1977. évi 14. törvényerejű rendelet 	 a kisiparról
- 1977. évi 15. törvényerejű rendelet 	 a magánkereskedelemről
- 1977. évi 16. törvényerejű rendelet 	 a nemzetközi tengeri forgalom könnyítéséről szóló, Londonban, 1965. évi április hó 9. napján kelt egyezmény kihirdetéséről
- 1977. évi 17. törvényerejű rendelet 	 a Tengeren való összeütközések megelőzésére vonatkozó Nemzetközi Szabályokról szóló, Londonban, 1972. évi október hó 20. napján kelt egyezmény kihirdetéséről
- 1977. évi 18. törvényerejű rendelet 	 a Magyar Népköztársaság és az Osztrák Köztársaság között Budapesten, az 1975. évi február hó 25. napján aláírt Konzuli Egyezmény kihirdetéséről
- 1977. évi 19. törvényerejű rendelet 	 a Magyar Népköztársaság és a Csehszlovák Szocialista Köztársaság közötti államhatáron a határforgalom közös ellenőrzéséről Prágában az 1976. évi június hó 18. napján aláírt egyezmény kihirdetéséről
- 1977. évi 20. törvényerejű rendelet 	 a Nemzetközi Szállítótartály Biztonsági Egyezmény kihirdetéséről
- 1977. évi 21. törvényerejű rendelet 	 az emberi képességek kifejlesztése érdekében való pályaválasztási tanácsadásról és szakképzésről szóló, a Nemzetközi Munkaügyi Konferencia 1975. évi 60. ülésszakán, 1975. június 23-án elfogadott egyezmény kihirdetéséről
- 1977. évi 22. törvényerejű rendelet 	 a nemzetközileg védett személyek, köztük a diplomáciai képviselők ellen elkövetett bűncselekmények megelőzéséről és megbüntetéséről szóló, New Yorkban, az Egyesült Nemzetek Közgyűlése XXVIII. ülésszakán, az 1973. évi december hó 14. napján elfogadott egyezmény kihirdetéséről
- 1977. évi 23. törvényerejű rendelet 	 a természetvédelemről szóló 1961. évi 18. törvényerejű rendelet módosításáról
- 1977. évi 24. törvényerejű rendelet 	 az Állami Díjra és a Kossuth-díjra vonatkozó egyes rendelkezések módosításáról
- 1977. évi 25. törvényerejű rendelet 	 a mezőgazdasági rendeltetésű földek védelméről szóló 1961. évi VI. törvény módosításáról
- 1977. évi 26. törvényerejű rendelet 	 a Magyar Népköztársaság és a Német Demokratikus Köztársaság között a polgári, családjogi és bűnügyi jogsegély tárgyában Berlinben, az 1957. évi október hó 30. napján aláírt szerződés módosításáról és kiegészítéséről szóló, Berlinben, az 1977. évi február hó 10. napján aláírt jegyzőkönyv kihirdetéséről
- 1977. évi 27. törvényerejű rendelet 	 a mező- és erdőgazdasági ingatlanok forgalmáról
- 1977. évi 28. törvényerejű rendelet 	 a vízgazdálkodási társulásokról
- 1977. évi 29. törvényerejű rendelet 	 az 1980. évi népszámlálásról
- 1977. évi 30. törvényerejű rendelet 	 a halászatról
- 1977. évi 31. törvényerejű rendelet 	 a Magyar Népköztársaság Kormánya és a Román Szocialista Köztársaság Kormánya között a kishatárforgalomról Budapesten, az 1969. évi június hó 17. napján aláírt Egyezmény módosításáról szóló, Nagyváradon, az 1977. évi június hó 16. napján aláírt Egyezmény kihirdetéséről

### Kormányrendeletek
- 1/1977. (I. 26.) MT rendelet a Magyar Népköztársaság Kormánya és a Lengyel Népköztársaság Kormánya között a légiközlekedés tárgyában Varsóban, az 1976. évi február hó 12. napján aláírt egyezmény kihirdetéséről
- 9/1977. (III. 21.) MT rendelet a Magyar Népköztársaság Kormánya és az Indiai Köztársaság Kormánya között a középiskolákban, felsőoktatási intézményekben, egyetemeken, oktatási és tudományos szervezetekben kibocsátott bizonyítványok, oklevelek és a tudományos fokozatok egyenértékűségéről szóló, New Delhiben, 1976. évi október hó 23. napján aláírt jegyzőkönyv kihirdetéséről
- 26/1977. (VIII. 1.) MT rendelet a Magyar Népköztársaság Kormánya és a Spanyol Állam Kormánya között Madridban, az 1974. évi április hó 30. napján aláírt légügyi egyezmény kihirdetéséről[1]
- 27/1977. (VIII. 1.) Korm. rendeletA Magyar Népköztársaság Kormánya és az Olasz Köztársaság Kormánya között a polgári légiközlekedés tárgyában Budapesten, az 1974. évi május hó 25. napján aláírt egyezmény kihirdetéséről
- 28/1977. (VIII. 1.) Korm. rendelet Egyes kormányrendeletek hatályon kívül helyezéséről
- 34/1977. (IX. 3.) MT rendelet a lakosság borforgalmi adójáról szóló 36/1970. (IX. 27.) Korm. rendelet módosításáról

### Kormányhatározatok
- 1019/1977. (VI. 1.) minisztertanácsi határozat a kisiparról szóló 1977. évi 14. törvényerejű rendelet végrehajtásával kapcsolatos feladatokról
- 1038/1977. (X. 4.) MT—SZOT—KISZ KB együttes határozat A szocialista munkaversenyről

### Miniszteri rendeletek
- 1/1977. (I. 14.) HM-ÉVM együttes rendelet a központi költségvetésből támogatott óvóhelyek létesítéséről és korszerűsítéséről
- 1/1977. (I. 10.) ÉVM rendelet a munka minőségi színvonalát növelő, ösztönző bérformák alkalmazásáról
- 2/1977. (I. 18.) ÉVM rendelet az építési engedélyezési eljárásról
- 3/1977. (I. 18.) ÉVM rendelet az épületek és egyes építmények használatbavételének engedélyezésével kapcsolatos eljárásról
- 4/1977. (I. 18.) ÉVM-ÁH együttes  rendelet az építőanyagipari termékek árvetési költségkalkuláció-készítési kötelezettségéről szóló 26/1973. (XI. 7.) ÉVM-ÁH számú rendelet módosításáról
- 2/1977. (I. 20.) PM-ÉVM együttes rendelet a telekadóról szóló 12/1970. (IV. 16.) PM-ÉVM számú együttes rendelet módosításáról
- 5/1977. (I. 24.) MÉM—EüM rendelet A növényvédőszerrel kezelt termények ártalmas növényvédőszer maradékainak, valamint a termények rovar- és rágcsálóirtószer szennyeződéseinek elhárításáról
- 3/1977. (I. 28.) PM-ÉVM együttes rendelet az egyes lakásépítési formáit pénzügyi feltételeiről és a szociálpolitikai kedvezményről szóló 7/1971. (II. 8.) Korm. számú rendelet végrehajtására kiadott 4/1971. (II. 8.) PM-ÉVM számú együttes rendelet módosításáról
- 4/1977. (I. 28.) PM-ÉVM-ÁH együttes rendelet az állami telkek használati és igénybevételi díjáról szóló 50/1975. (XI. 22.) PM-ÉVM-AH számú együttes rendelet módosításáról
- 5/1977. (I. 28.) ÉVM-PM-IM  együttes rendelet az állami lakó- és üdülőtelkek tartós használatbaadásáról
- 6/1977. (I. 28.) ÉVM-PM együttes rendelet az állami telekvásárlásról és telekértékesítésről
- 6/1977. (I. 28.) MÉM-ÉVM-PM-IM  együttes rendelet a nagyüzemileg nem hasznosítható földek tartós használatbaadásáról
- 7/1977. (I. 28.) ÉVM-IM együttes rendelet az állampolgárok telektulajdonának egyes kérdéseiről szóló 31/1971. (X. 5.) Korm. számú rendelet végrehajtására kiadott 25/1971. (X. 5.) ÉVM-IM számú együttes rendelet módosításáról
- 8/1977. (I. 28.) ÉVM-IM együttes rendelet az állampolgárok lakás- és üdülőtulajdonának egyes kérdéseiről szóló 32/1971. (X. 5.) Korm. számú rendelet végrehajtására kiadott 26/1971. (X. 5.) ÉVM-IM számú együttes rendelet módosításáról
- 9/1977. (I. 28.) ÉVM-PM  együttes rendelet az út- és közműfejlesztési hozzájárulásról szóló 8/1970. (IV. 16.) ÉVM-PM számú együttes rendelet módosításáról
- 10/1977. (I. 28.) ÉVM  rendelet a cseretelekadásról, továbbá a telekalakítási és építési tilalom elrendeléséről
- 11/1977. (II. 5.) ÉVM rendelet a felvonók létesítéséről, üzemeltetéséről és ellenőrzéséről szóló 17/1973. (V. 15.) ÉVM számú rendelet módosításáról
- 12/1977. (II. 9.) ÉVM  rendelet az 1977. évi és az 1978. január havi bérfizetési napokról
- 13/1977. (II. 9.) ÉVM  rendelet az utazási kedvezményekről és a dolgozók gépjárművel történő csoportos szállításáról szóló 10/1973. (IV. 18.) ÉVM számú rendelet módosításáról
- 14/1977. (II. 9.) ÉVM-MüM együttes rendelet az építőipari dolgozók különélési pótlékáról szóló 16/1971. (V. 22.) ÉVM-MüM számú együttes rendelet módosításáról
- 4/1977. (II. 27.) BkM rendelet a boltok működési engedélyéről szóló 2/1968. (II. 25.) BkM számú rendelet kiegészítéséről[2]
- 15/1977. (II. 27.) ÉVM-MÜM-PM együttes rendelet az üzemi étkeztetésről és az étkezési nyersanyagnorma egységesítéséről a kivitelező építőiparban[2]
- 2/1977. (II. 27.) EÜM rendelet az elmeosztályon ápoltak és az idegbeteg-gondozó intézet által gondozottak gyógyító célú foglalkoztatásáról[2]
- 11/1977. (III. 11.) MÉM rendelet' A kisajátítási terv elkészítéséről és felülvizsgálatáról
- 16/1977. (III. 18.) ÉVM  rendelet a polgári védelem műszaki-mentő és óvóhely szakszolgálat korszerűsítésének végrehajtásáról
- 1/1977. (IV. 6.) NIM rendelet a gázenergiáról szóló 1969. évi VII. törvény végrehajtásáról
- 17/1977. (IV. 14.) ÉVM  rendelet a Munka Törvénykönyvének az építésügyi ágazatban történő végrehajtásáról szóló 19/1971. (VI. 25.) ÉVM számú rendelet módosításáról
- 18/1977. (IV. 14.) ÉVM  rendelet a vállalati dolgozók alapbérének megállapításáról szóló 16/1976. (XII. 11.) MüM számú rendelet alkalmazásáról
- 19/1977. (IV. 22.) ÉVM-KGM- NlM-KPM  együttes rendelet az Építő- és Szerelőipari Kivitelezési Szabályzat módosításáról
- 2/1971. (IV. 28.) NIM rendelet a kazánok és egyéb nyomástartó berendezések hatósági felügyeletéről
- 20/1977. (V. 12.) ÉVM-PM  együttes rendelet a lakásszövetkezetekről szóló 1977. évi 12. számú törvényerejű rendelet végrehajtásáról[2]
- 21/1977. (V. 18.) ÉVM rendelet ME 104-77. és ME 121-77. jelű műszaki előírások hatálybaléptetéséről
- 22/1977. (VI. 5.) ÉVM rendelet a ME 103-77. és a ME 127-77. jelű műszaki előírások hatálybaléptetéséről
- 23/1977. (VI. 25.) ÉVM rendelet az építésügyi szakértőkről szóló 4/1972. (IV. 1.) ÉVM számú rendelet módosításáról
- 24/1977. (VII. 23.) ÉVM rendelet az építőipari kivitelezési jogosultság szabályozásáról szóló 7/1967. (X. 19.) ÉVM számú rendelet módosításáról
- 25/1977. (IX. 3.) ÉVM  rendelet a művezetőképzésről az építésügyi ágazatban
- 26/1977. (IX. 3.) ÉVM  rendelet az építésrendészeti bírságról szóló 3/1973. (I. 27.) ÉVM számú rendelet módosításáról
- 27/1977. (IX. 15.) ÉVM  rendelet az építésügyi ágazatban történő mester-szakmunkás továbbképzésről szóló 20/1976. (VIII. 12.) ÉVM számú rendelet módosításáról
- 28/1977. (IX. 29.) ÉVM  rendelet az építési tipizálásról szóló 1/1969. (I. 8.) ÉVM számú rendelet kiegészítéséről
- 29/1977. (X. 27.) ÉVM-PM-IM  együttes rendelet az állami lakó- és üdülőtelkek tartós használatbaadásáról szóló 5/1977. (I. 28.) ÉVM-PM-IM számú együttes rendelet módosításáról
- 30/1977. (XI. 5.) ÉVM-KGM-NIM-KPM együttes rendelet az Építő- és Szerelőipari Kivitelezési Szabályzat módosításáról
- 40/1977. (XI. 29.) MÉM rendelet a szőlő- és gyümölcstermesztésről, valamint a borgazdálkodásról szóló 1970. évi 36. törvényerejű rendelet végrehajtása tárgyában
- 18/1977. (XII. 1.) MüM-PM együttes rendelet a takarékszövetkezeti dolgozók munkabéréről szóló 22/1974. (VIII. 10.) MüM-PM számú együttes rendelet módosításáról
- 42/1977. (XII. 8.) MÉM-ÉVM-KM  együttes rendelet a jelentős agrártörténeti emlékek fokozottabb védelméről
- 35/1977. (XII. 10.) PM-ÉVM  együttes rendelet az egyes lakásépítési formák pénzügyi feltételeiről és a szociálpolitikai kedvezményről szóló 7/1971. (II. 8.) Korm. számú rendelet végrehajtására kiadott 4/1971. (II. 8.) PM-ÉVM számú együttes rendelet kiegészítéséről
- 31/1977. (XII. 14.) ÉVM-ÁH együttes rendelet az építési-szerelési munkák áráról szóló 17/1975. (XII. 29.) ÉVM-ÁH számú rendelet módosításáról
- 44/1977. (XII. 19.) MÉM rendelet a halászatról szóló 1977. évi 30. törvényerejű rendelet végrehajtása tárgyában
- 19/1977. (XII. 20.) BKM rendelet a szeszesital árusításának korlátozásáról
- 32/1977. (XII. 31.) ÉVM  rendelet az életvédelmi létesítmények nyilvántartásáról